# 화북초등학교 입석분교
화북초등학교 입석분교는 대한민국 경상북도 상주시에 있는 공립 초등학교이다.

## 연혁
- 1946년 9월 25일 입석공립국민학교로 개교
- 1994년 9월 1일 화북국민학교 입석분교로 개편[1]
- 1996년 3월 1일 화북초등학교 입석분교